# Cacostatia acutipennis
Cacostatia acutipennis är en fjärilsart som beskrevs av Rothschild 1912. Cacostatia acutipennis ingår i släktet Cacostatia och familjen björnspinnare. Inga underarter finns listade i Catalogue of Life.